# Neapolská válka
Neapolská válka byla válečné střetnutí mezi částí vojsk sedmé koalice (především Rakouska) a Neapolským královstvím. Válka začala 15. března 1815, když neapolský král Joachim I. (bývalý Napoleonův maršál Joachim Murat) vyhlásil válku Rakousku a skončila 20. května 1815 kapitulací neapolských vojsk a podpisem smlouvy z Casalanzy.
Boje probíhaly v období tzv. Sta dní, kdy se císař Napoleon vrátil z vyhnanství na ostrově Elba a opět dosedl na trůn ve Francii. Ovšem válku probíhající severně od Alp boje v Itálii výrazněji neovlivnily, až na skutečnost, že jimi byly nějaký čas vázány rakouské jednotky v Lombardii, původně určené pro invazi do jižní Francie. Navíc neapolská válka skončila ještě dříve než Napoleon opustil Paříž, aby vytáhl do Belgie a na bojiště u Waterloo.
V důsledku porážky byl král Joachim I. nucen emigrovat a na Neapolský trůn se vrátil Bourbon Ferdinand IV., který příští rok spojil, jako Ferdinand I. Neapolsko-Sicilský, Neapol a Sicílii do Království obojí Sicílie.

## Pozadí
Neapolskému království vládl až do roku 1805 Ferdinand IV., který byl, jako Ferdinand III., zároveň králem Sicílie. Přidal se ovšem na stranu III. koalice a po bitvě u Slavkova, která vyústila v Prešpurský mír, byl nucen Neapol odstoupit Francii. Napoleon určil jako neapolského krále svého bratra Josefa, a když se ten stal v roce 1808 králem ve Španělsku, učinil králem svého maršála a švagra Joachima Murata.
Král Joachim I. vládl zemi podle Francouzského vzoru a byl dlouhou dobu věrným spojencem císaře. Neapolské jednotky se účastnily většiny tažení Grand Arme a sám král obvykle velel Napoleonovu jezdectvu. Ovšem po katastrofě v bitvě u Lipska, Joachim I. Napoleona opustil, vrátil se do Neapole a navázal kontakt s Rakušany. Za příslib zachování trůnu přešel 11. ledna 1814 na stranu spojenců.
Po Napoleonově porážce se 1. října 1814 sešel Vídeňský kongres, aby nově uspořádal poměry v Evropě. Pro krále Joachima se situace na jednáních nevyvíjela dobře. Na jeho straně stálo Rakousko, ale Velká Británie podporovala Ferdinanda IV., který se nikdy nevzdal nároku na neapolský trůn. Situace se ještě zhoršila, když na kongres dorazil francouzský ministr zahraničí Talleyrand, který logicky podporoval nároky Bourbonů spřízněných s Ludvíkem XVIII.

## Přípravy

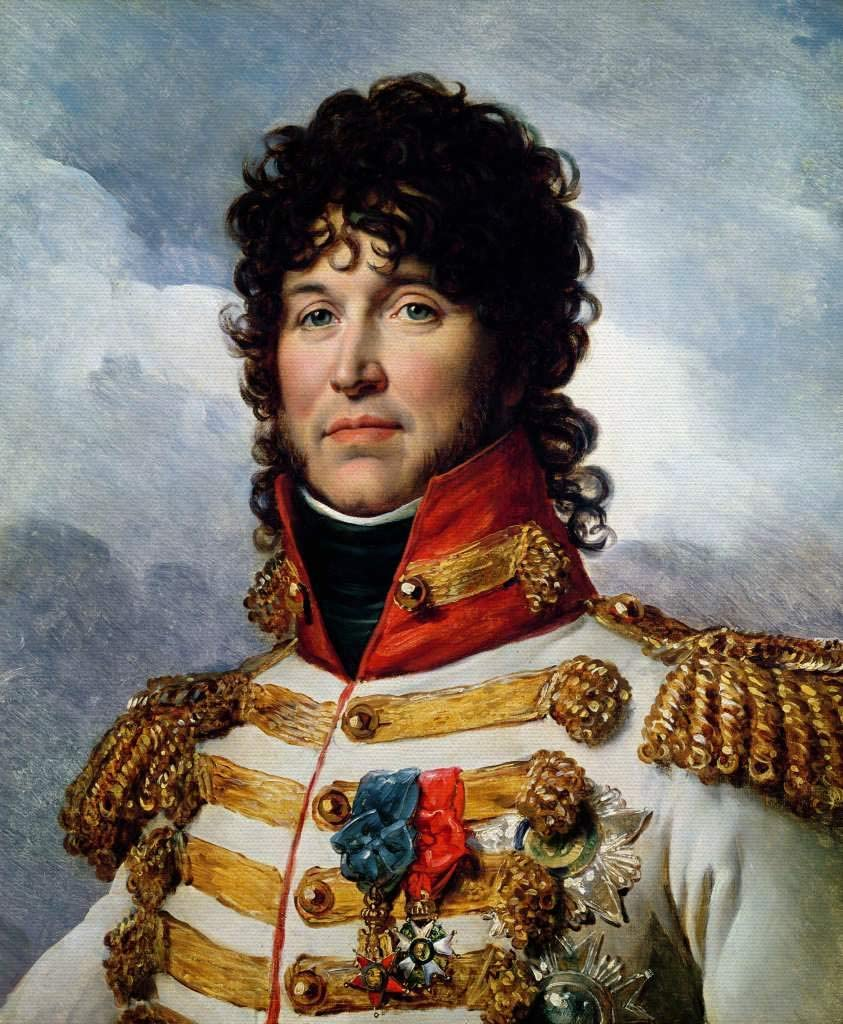
François Gérard, cca 1808: Joachim Murat, francouzský maršál, velkovévoda z Clév a Bergu, Neapolský král

Joachim I. chápal, že se situace na Vídeňském kongresu pro něj vyvíjí stále hůře. Rostoucí napětí mezi Neapolí a dvorem v Palermu, který soustavně podporoval ozbrojené tlupy v Kalábrii, vnucovalo i umírněným rakouským politikům myšlenku jestli by nebylo lepší vrátit Neapol Ferdinandovi a pro Joachima najít nějaké malé knížectví v Německu. Na to král samozřejmě nebyl ochoten přistoupit a poslední měsíce roku 1814 strávil v horečnaté snaze posílit armádu a navázat kontakt se stoupenci myšlenky sjednocení Itálie na celém poloostrově. Spoléhal především na generály, kteří bojovali pod Napoleonovým velením a nebo přímo pod ním a teď sloužili v armádách různých italských států. Počítal s tím, že pokud vystoupí proti Rakušanům a vyhlásí boj za sjednocení a nezávislost, tak k němu přejdou i se svými jednotkami.
Na začátku roku 1815 úspěšně pokračovalo posilování neapolské armády a rostoucí neshody mezi velmocemi na čas odsunuly bezprostřední ohrožení Joachimova trůnu. Potom, ale v prvním březnovém týdnu, přišla zpráva, že Napoleon uprchl z Elby a vylodil se ve Francii. Dokud byl výsledek tohoto podniku nejistý zachovával král opatrnost. Dokonce informoval Londýn a Palermo, že na jeho veskrze mírové politice se tímto nic nemění. Ovšem jak začalo být jasné, že císař v uchopení moci uspěje, pochopil král Joachim, že teď nastala ta pravá chvíle. Poslal svého pobočníka k císaři Napoleonovi s dopisem, ve kterém mu nabízel své služby. Ani nepočkal na odpověď a 15. března 1815 vyhlásil Rakouskému císařství válku.

## Válka

### Neapolský postup

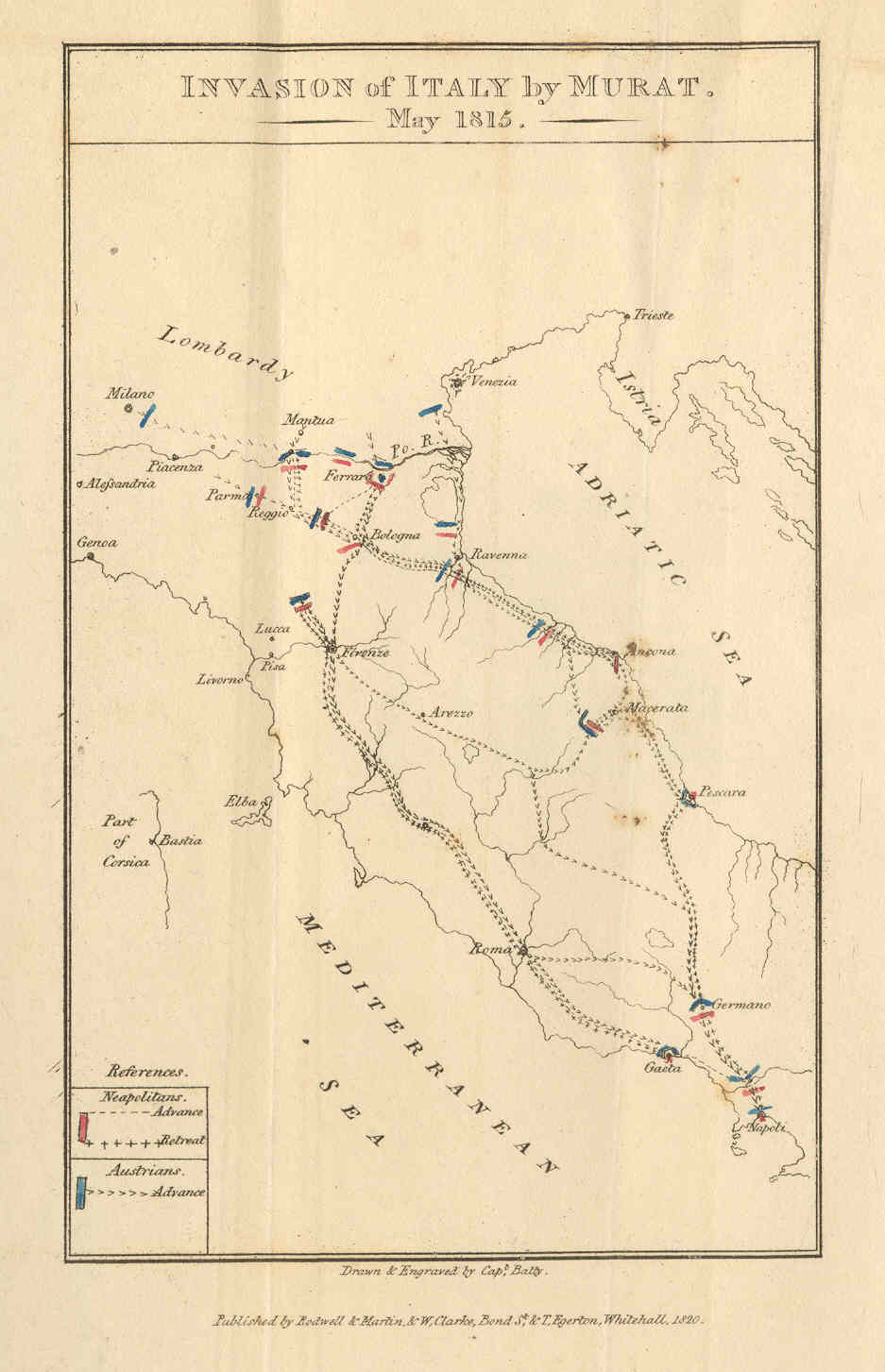

Král Joachim svěřil království do rukou své ženy Caroliny a ponechal jí asi 10 000 mužů v posádkách pro případ anglo-sicilského výsadku. Potom se odebral do Ancony, kde se soustředily čtyři divize pod velením generálů Carrascosy, Lechiho, d'Ambrosia a Pignatelli di Cerchiara.
První ale zahájily postup dvě divize, které měly operovat samostatně západně od Apenin. Veleli jim generálové Livron a Pignatelli di Strongoli a obsahovaly i elitní jednotky královské gardy. Poté, co papež rezolutně odmítl povolit neapolské armádě průchod svým územím, překročily tyto dvě divize hranice papežského státu a obsadily Řím. Papež Pius VII. opustil 22. března věčné město a uprchl do Janova (od 3. ledna 1815 součást Sardinského království). Kardinál Somaglia, který v nepřítomnosti papeže řídil vládu papežského státu, ostře protestoval proti narušení suverenity území Svatého stolce, ale nebylo to nic platné. Neapolské jednotky přešly papežský stát a překročily hranice Toskánského velkovévodství habsburka Ferdinanda III. Toskánského. 7. dubna vytlačily z Florencie posádku podmaršálka Nugenta a hlavní město Toskánska obsadily. Nugent se ovšem v žádném případě necítil poražen. 8. a 10. dubna odrážel neapolce v ústupových bojích a když dostal posily ze severu, zaujal u Pistoii výhodné obranné postavení, ze kterého se už nenechal vytlačit.
Mezitím vyrazila z Ancony i hlavní neapolská armáda pod královým velením. 29. března vstoupily jeho jednotky do Rimini. Zde druhého dne pronesl Proklamaci z Riminy, ve které vyzýval všechny italské vlastence, aby se připojili pod jeho prapory a bojovali za sjednocenou a nezávislou Itálii. Stejného dne zaútočila u Ceseny divize generála Carrascosy na rakouský sbor podmaršálka Bianchiho a donutila ho k ústupu až na linii na řece Panaro. To umožnilo neapolské armádě pokračovat v postupu. 1. dubna obsadila Faenzo a 2. dubna Boloňu.
3. dubna zaútočily neapolské síly na Bianchiho u Castelfranca s cílem vynutit si přechod přes Panaro. Rakušané kladli houževnatý odpor, ale mužům generála Filangieriho se podařilo dobýt most v Sant Ambrogiu. Když pak brigáda generála Colletty přešla řeku u Spilamberta a zamířila do rakouského pravého boku, nezbylo Rakušanům než vyklidit pozice a vydat tak neapolcům Modenu, odkud musel uprchnout další habsburk František IV. Modenský.

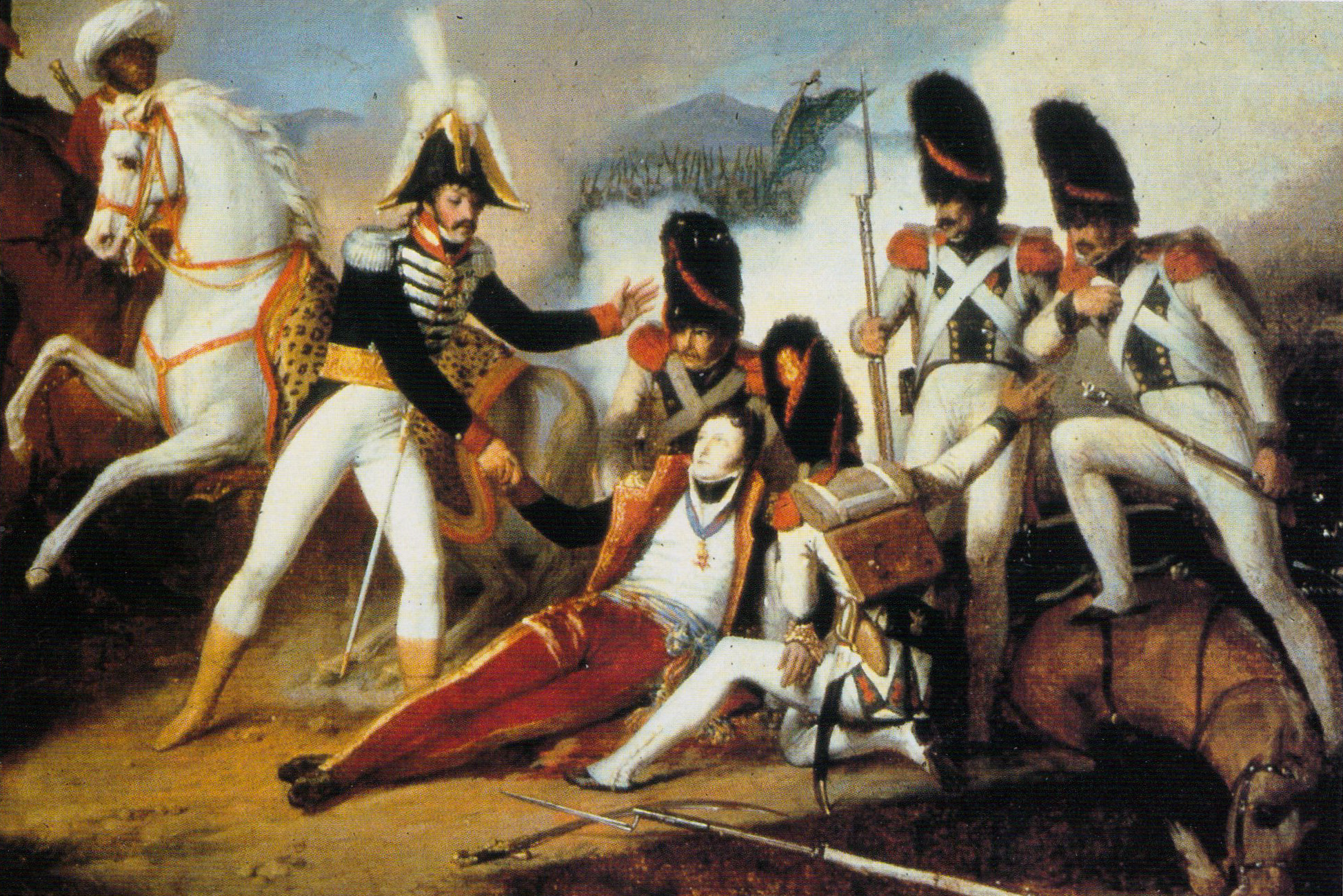
Král Joachim I. s raněným generálem Filangierim, Bitva na řece Panaro 3. dubna 1815

### Bitva u Occhiobella

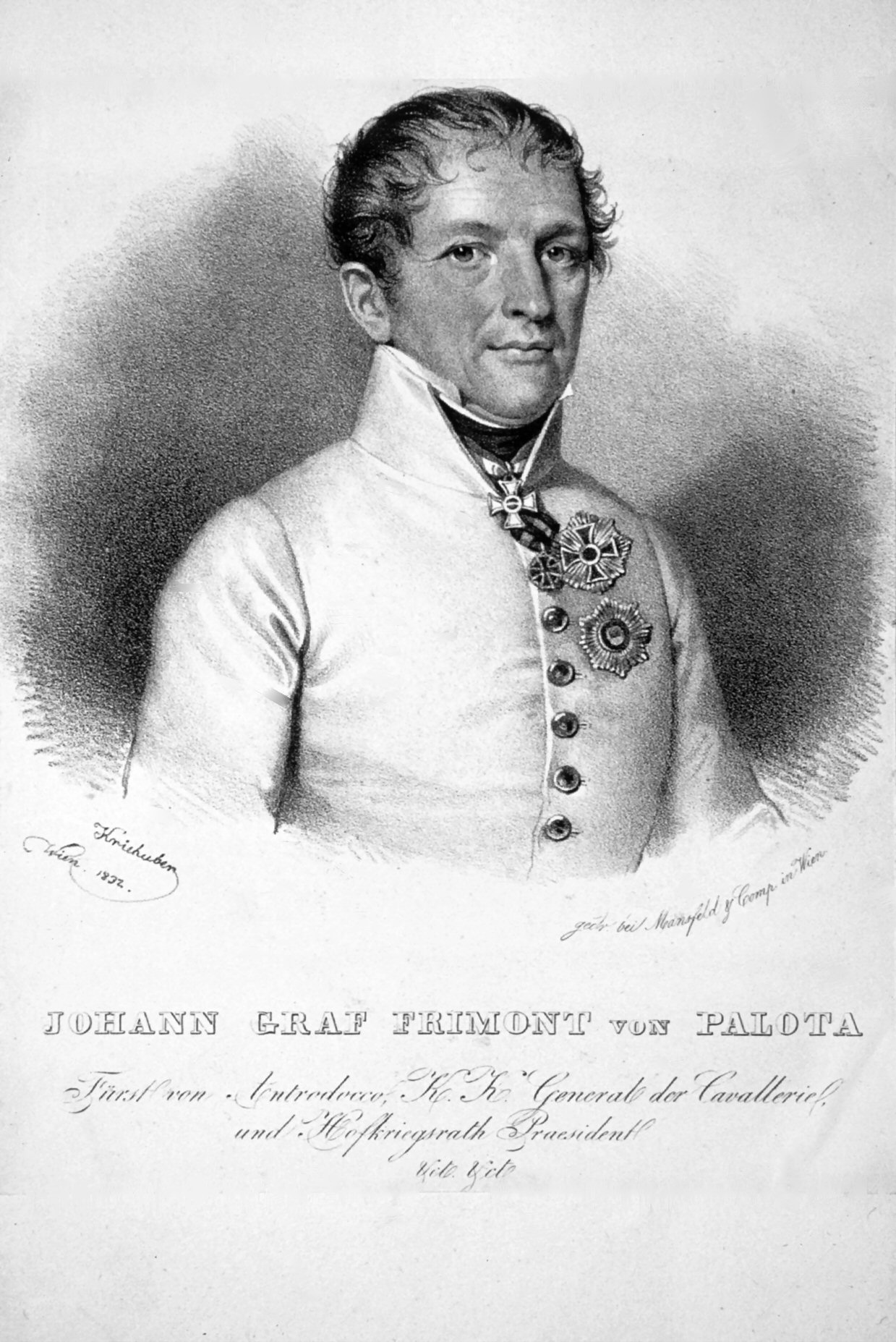
Josef Kriehuber, 1832 baron Johann Frimont

Bianchiho sbor zaujal novou obrannou pozici za kanálem Bentivoglio s předmostím na řece Pád u Borgoforte. 5. dubna se velení všech rakouských jednotek v Lombardii ujal generál jezdectva Frimont. Ustavil hlavní štáb v Piacenze a roztáhl svoje jednotky na Pádu, tak aby mohl krýt cestu na Miláno. Mezitím král Joachim rozdělil svoji armádu. Spolu s divizí Carrascosa obsadil Modenu, Reggio a Carpi a zbylé jednotky poslal obsadit Ferraru a zaujmout postavení na Pádu u Occhiobella. Na rozdíl od ostatních měst se ovšem ve Ferrarské citadele opevnila posádka generálmajora Lauera a umíněně se odmítala vzdát.
8. dubna se Joachim rozhodl překročit Pád u Occhiobella. Věděl, že tento úsek brání pouze slabé síly podmaršálka Mohra. Neapolci měli sice převahu v počtech mužů, ale většina jejich dělostřelectva byla vázána obléháním Ferrary. A právě rakouské dělostřelectvo, výhodně postavené u mostu v Occhiobello, rozhodlo o neúspěchu neapolského útoku. Rakušanům se povedlo odrazit několik pokusů o přechod Pádu a večer dokonce, s podporou jednoho dragounského pluku, přešli do protiútoku.
Barona Frimonta útok u Occhiobello poněkud překvapil, ale zareagoval rychle. Především dokázal během noci z 8. na 9. dubna posílit jednotky generála Mohra. Správně předpokládal, že se neapolci druhý den pokusí o nový útok. Uvědomoval si ovšem, že jeho strategie musí být mnohem ofenzivnější. Bylo jasné, že posádka ve Ferraře už nedokáže dlouho vzdorovat a je třeba ji vyprostit. Proto dostal podmaršálek Bianchi rozkaz, aby jeho druhý rakouský sbor zahájil následující den protiofenzivu. Část Bianchiho jednotek vyrazila 9. dubna na Carpi bráněné brigádou generála Pepeho a druhá část se pokoušela Carpi obejít a odříznout tak Pepemu ústupovou cestu u Quartirofola (dnes součást Carpi).
V době, kdy se dávaly do pohybu Bianchiho jednotky, zahájil král Joachim druhý pokus o překročení Pádu. Ovšem jeho jednotky byly oslabené ztrátami předchozího dne a na druhém břehu je očekávala obrana, ke které už stihly dorazit Frimontem vyslané posily. Stejně jako předešlého dne dokázaly rakouské síly zabránit přechodu řeky a dokonce po celodenních bojích udržely předmostí na jižním břehu Pádu.

### Rakouský protiútok
Bitva u Occhiobella znamenala obrat ve válce. Joachim ztratil strategickou iniciativu a musel zaujmout obranná postavení v okolí Ferrary. Aby toho nebylo málo, Velká Británie vyhlásila Neapoli válku a vyslala svoji flotilu k italským břehům.
Generál Carrascosa, který velel jednotkám v okolí Modeny, pochopil z pohybů sboru generála Bianchiho rakouskou past, která hrozila obklíčením divize generála Pepeho v Carpi a rozkázal všem jednotkám stáhnout se na obrannou linii za řekou Panaro.
Ale i po Carrascosově ústupu Murat stále zůstával na pozici a pokračoval v obléhání Ferrary. V reakci na to Frimont rozkázal sboru generála Neipperga zaútočit na Muratovo opevněné pravé křídlo. 12. dubna po krvavé bitvě u Casaglia, byly nepolské jednotky z opevněných pozic vytlačeny. I přes tento neúspěch se dařilo neapolcům i nadále obléhat Ferraru. 14. dubna se Bianchi pokusil překročit řeku Panaro, ale byl odražen. Ovšem stejného dne v Toskánsku obě neapolské gardové divize dosti nepochopitelně vyklidily Florencii a to i přesto, že je Nugentovi Rakušané nijak neobtěžovali. Ti pak 15. dubna prázdné město obsadili. Když se to Murat dozvěděl, nezbylo mu než 16. dubna zrušit obléhání Ferrary a začít ustupovat na Boloňu.
Když teď byla cesta na Florencii volná, a Itálie se před ním otevírala, vyslal Frimont dva sbory na jih, aby s Neapolským královstvím definitivně skoncovaly. Bianchi byl vyslán po via Florentia k Folignu, čímž by se dostal do neapolského týlu a odřízl by je od ústupových tras, zatímco Neipperg byl vyslán přímo proti Joachimovi, aby ho donutil ustupovat na Anconu.
Když se válečná štěstěna obrátila na rakouskou stranu, zavelel Frimont k návratu do Lombardie, aby připravil svoji armádu na invazi do Francie. Tak byla většina rakouských jednotek stažena a zůstaly jenom tři sbory (Bianchiho, Neipperga a Nugentův) o síle asi 35 000 mužů.
Král Joachim, který vkládal příliš nadějí do čtyř gardových divizí a věřil, že budou schopny zastavit postup Bianchiho a Nungeta, ustupoval jen zvolna a dokonce se odhodlal k lokálním protiútokům na řekách Ronco a Savio.
Každopádně Neippergův předvoj dvakrát dostihl a překvapil ustupující Neapolce u Cesenatica a Pesara. Joachim musel zrychlit svůj ústup a koncem dubna jeho hlavní síly dorazily bezpečně do Ancony, kde se spojily se dvěma gardovými divizemi stahujícími se od Florencie.

### Bitva u Tolentina

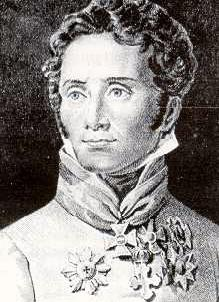
Frederik Bianchi, vévoda z Casalanza

Zatím Bianchi rychle postupoval. Do Florencie dorazil 20. dubna, svého cíle Foligno dosáhl 26. dubna a teď ohrožoval Muratovy ústupové linie. Neippergův sbor byl stále na pochodu a 29. dubna jeho předvoj dosáhl Fano.
Jelikož byly rakouské síly rozděleny, doufal Joachim, že se mu podaří rychle porazit Bianchiho a potom se obrátí proti Neippergovi. Je to podobná taktika jakou uplatní Napoleon před bitvou u Waterloo. Murat vyslal Carrascostovu divizi na sever zdržovat Neipperga a sám vytáhl s hlavními silami na západ proti Bianchimu.
Murat původně plánoval postavit se Bianchimu blízko města Tolentino, ale 29. dubna Bianchiho předvoj úspěšně vyhnala z Tolentina zdejší malou posádku. Bianchi, který dorazil první, tak mohl zformovat svoje jednotky ve výhodných obranných pozicích v kopcích východně od města.
Neapolský král rozestavil svoji armádu, momentálně posílenou o většinu jednotek divizí Livorno a Pignatelli Strongolî, na výšinách Monte Milone na půl cesty mezi Macerata a Tolentinem. S Neippergovou armádou pochodující mu do týlu musel Joachim 2. května 1815 přijmout u Tolentina bitvu. Prvního dne bitvy zaútočil na rakouské pravé křídlo, ale byl odražen. 3. května útok obnovil podél velké silnice, zatímco divize Ambrosio a Pignatelli zaútočily z Monte Milone na rakouské levé křídlo. Asi 8 000 Neapolců seřazených do karé, každé po dvou batalionech sestoupily z hory a pod těžkou palbou z děl i pušek postupovali proti nepříteli. Tento útok dopadl na Rakušany seřazené ve dvou řadách a podporovaných jízdou, která se stočila a vpadla Neapolcům do pravého boku. To stačilo na zastavení útoku a když i generál Mohr dokázal na pravém křídle odrazit útok, nařídil generál Bianchi oběma křídelním kolonám aby přešly do protiútoku směrem na Monte Milone. V tu dobu dostal král zprávu, že Neipperg porazil 1. května u Scapezzana Carrascostu a postupuje mu od města Jesi do týla. V tu chvíli pochopil nevyhnutelné a zavelel k ústupu.
Bitva výrazně poškodila morálku neapolského vojska a armáda ztratila v bitvě mnoho vyšších důstojníků. Poražená neapolská armáda upadla do naprostého zmatku.
5. května zahájila spojená anglo-rakouská flotila blokádu Ancony, s cílem zajmout tamější posádku.

### Konec
V naprostém zmatku musela hledat neapolská armáda záchranu v ústupu po špatných cestách podél pobřeží Jadranu. Pronásledoval je generál Mohr s částí rakouských sil. 8. května vstoupil do Tronta, devátého okupoval Benedetto, 12. května vyčlenil část svých sil k blokování Pescara a se zbytkem pochodoval na Popoli.
Generál Bianchi s hlavní rakouskou armádou, teď tvořenou spojeným prvním i druhým sborem, pokračoval po silnici směrem na Foglio Terni, 9. května byl ve Spoletu, přešel hory mezi Terni a Rieti a 12. května dorazil do L'Aquily. Hrad L'Aquila se vzdal Neippergovu předvoji a Bianchi pokračoval v pochodu na Popoli a Sulmona. Neapolci prošli soutěskami v naprostém zmatku a jejich armáda se různými ztrátami smrskla asi na 15 000 mužů.
Mezitím generál Nugent pokračoval ve svém pochodu z Florencie na Řím, kam dorazil 30. dubna. Z Říma pochodoval směrem na Ceprano, v jehož blízkosti musel postoupit drobné srážky s ozbrojenými horaly generála Montigniho. Dál pokračoval po trase Terracina, Fondi a Pontecorvo. 14. května mu u San Germana zastoupil neapolský král cestu s jednotkamy y určenými k vnitřní obraně království. 15. května král Joachim, který měl nad Nugentem dvojnásobnou převahu, zahájil od San Germana útok. Podařilo se mu sice zahnat rakouský předvoj, ale prorazit nepřátelskou sestavu se nezdařilo. Neapolské vojsko, které při útoku utrpělo těžké ztráty, ustoupilo zpět k San Germanu a zaujalo defenzivní postavení. Přispěl k tomu i Bianchiho sbor postupující z tolentinského bojiště do neapolského boku. Blízkost hlavní rakouské armády natolik posílila Nugentovo sebevědomí, že 16. května zahájil vlastní útok. Tisícovka husarů, podporovaná mysliveckými a hraničářskými jednotkami, zaútočila na obranná postavení u San Germano. K boji prakticky nedošlo. Většina Neapolců uprchla ještě dříve než se k nim Rakušané dostali. Se zbytkem armády ustoupil král Joachim na Capuu.
Postavení neapolské armády bylo beznadějné. Vojsko sláblo neutuchající dezercí. V Capui už čítalo jen 12 000 unavených, deprimovaných a demoralizovaných mužů. Zprávy říkaly, že anglo-sicilský výsadek je připraven překročit úžinu a pochodovat na Neapol od jihu. Bylo nemožné pokračovat v boji.
Král Joachim předal velení generálovi Carrascosovi, pověřil ministra zahraničí hraběte San Gallo, aby začal vyjednávat o příměří a sám odjel do Neapole. Do hlavního města vstoupil doprovázen čtyřmi polskými kopiníky v pět odpoledne 18. května.
Ráno 19. května přineslo špatné zprávy od San Galla. Bianchi se odmítl o příměří bavit. Prohlásil, že on je teď pánem Neapolska a že nezná žádného krále Joachima. Je pouze ochoten uzavřít vojenskou dohodu o zastavení palby s generálem Carrascosou, ze které musí být „maršál Murat“ vyloučen.
Anglická eskadra ležela na dohled od Neapole a Carolina zabránila bombardování města jen vydáním těch několika ozbrojených lodí, které se plavily pod neapolskou vlajkou. Pevnost Gaeta stále odolávala obléhání. Murat vyhlásil záměr odejít tam a sdílet osud posádky. Byla ovšem otázka, zda Gaeta odolá rakouskému útoku a pokud by i ano, dříve či později se bude muset vzdát. Jeho přátelé mu radili, že nejlepší bude pokusit se uprchnout do Francie.

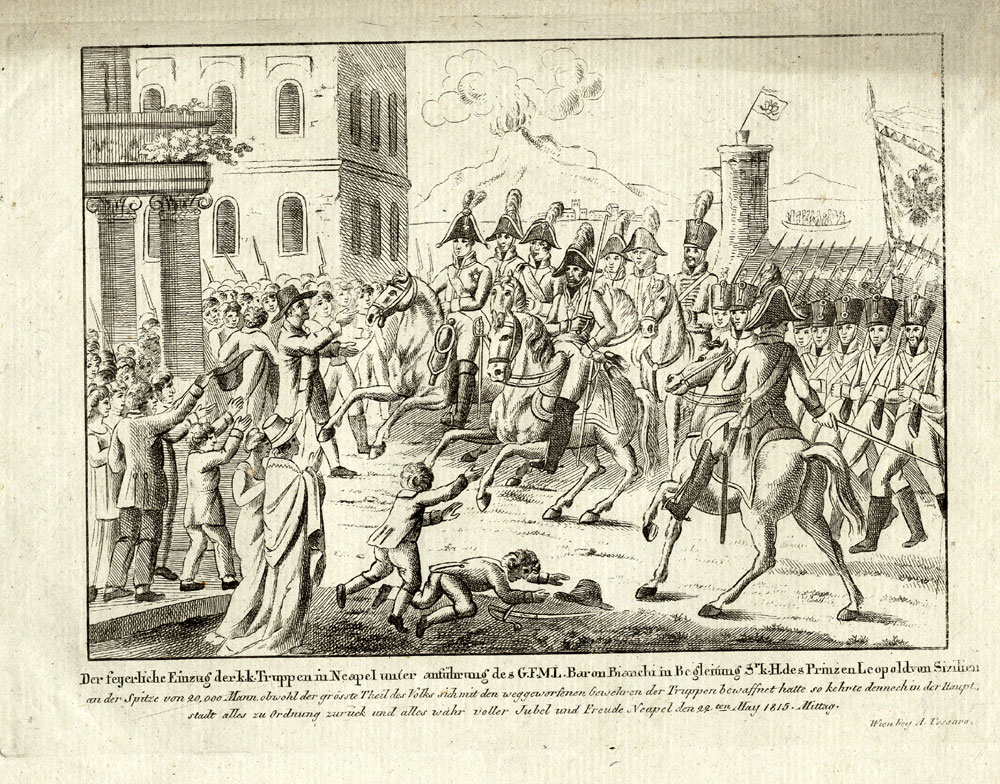
Vjezd generála Bianchiho do Neapole, 23. května 1815

19. května strávil svůj poslední den v neapolském paláci a připravoval svůj útěk. Nemohl déle čekat, protože lid začínal být neklidný a začínaly se množit zprávy o britském vylodění. Aby se zatajil jeho odchod, bylo rozhodnuto, že Carolina prozatím zůstane v Neapoli a připojí se k němu později ve Francii. Byli přesvědčeni, že jí spojenci zajistí bezpečný a volný průchod. Murat odplul na malém člunu na Korsiku a odtud posléze do Cannes.
20. května neapolská armáda kapitulovala a zástupci Rakouska, Velké Británie a Neapole uzavřeli smlouvu z Casalanzy. Podmínky smlouvy byly k poraženým Neapolcům poměrně mírné. Všichni generálové si ponechali svoje hodnosti a hranice království zůstaly nezměněny. Smlouva pouze požadovala návrat krále Ferdinanda IV. Neapolského a Sicilského na neapolský trůn, propuštění všech válečných zajatců, a to aby všechny neapolské posádky pevností složily zbraně. To se netýkalo Ancony, Pescary a Gaety. Tato tři města byla blokována anglo-rakouskou flotilou a byla mimo kontrolu generála Carrascosy. Všechny tři posádky postupně kapitulovaly, byť se obléhání Gaety protáhlo až do srpna.

## Po boji

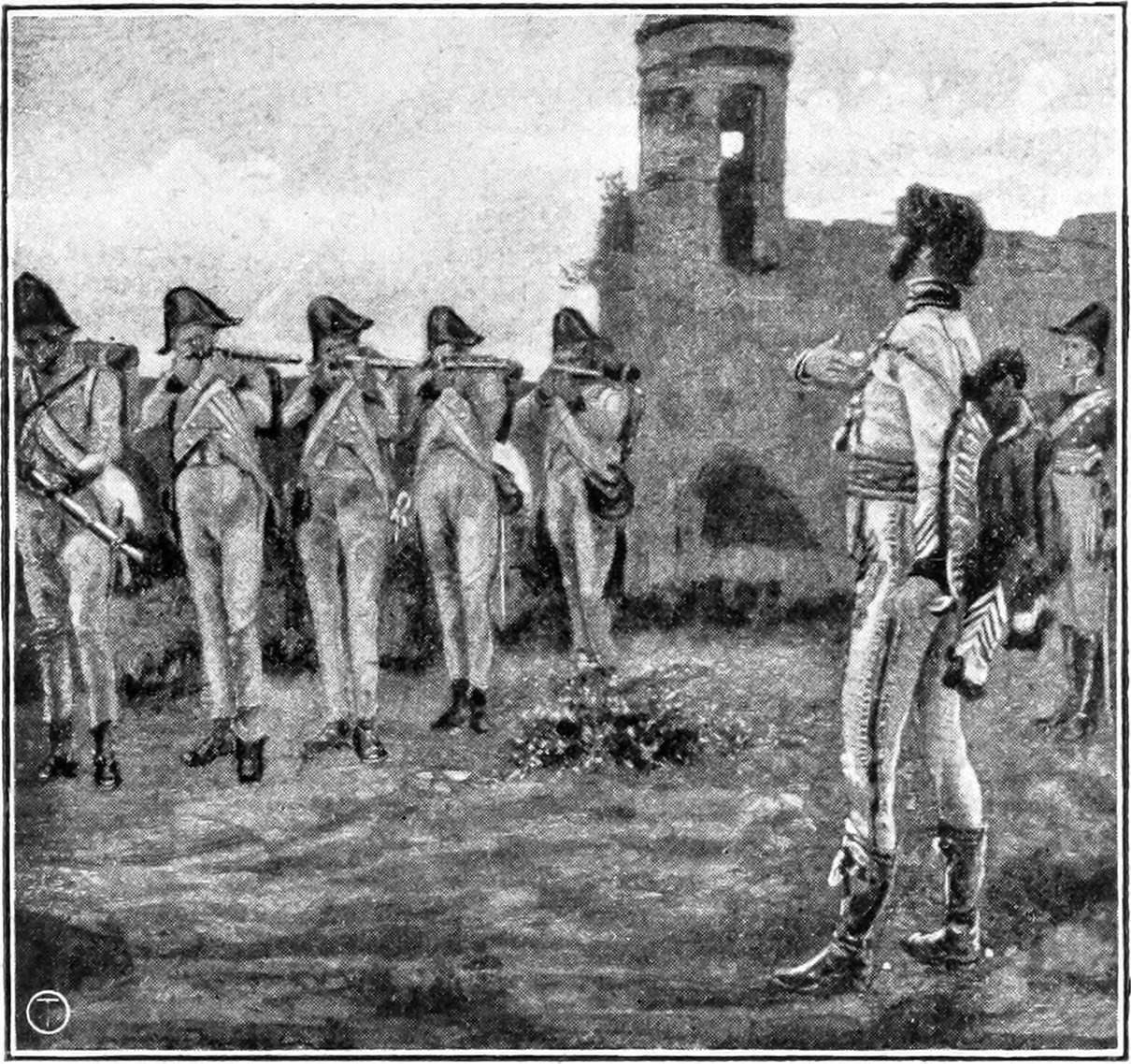
Poprava Joachima Murata, Pizzo 13. října 1815

Joachim Murat se odmítl vzdát nároku na trůn. Vrátil se z exilu a 8. října 1815 přistál s 28 muži v Pizzo v Kalábrii. Na rozdíl od Napoleona o sedm měsíců dříve se nedočkal vřelého přijetí a byl zajat bourbonskými oddíly.
Pět dní po přistání u Pizzo byl v tamějším městském hradě popraven zastřelením. To bylo poslední jednání napoleonských válek.